# トリセチン 3',4',5'-O-トリメチルトランスフェラーゼ
トリセチン 3',4',5'-O-トリメチルトランスフェラーゼ(Tricetin 3',4',5'-O-trimethyltransferase、EC 2.1.1.169)は、S-アデノシル-L-メチオニン:トリセチン 3',4',5'-O-トリメチルトランスフェラーゼ(S-adenosyl-L-methionine:tricetin 3',4',5'-O-trimethyltransferase)という系統名を持つ酵素である。以下の化学反応を触媒する。
3 S-アデノシル-L-メチオニン + トリセチン{\displaystyle \rightleftharpoons }S-アデノシル-L-ホモシステイン + 3',4',5'-O-トリメチルトリセチン
(1a) S-アデノシル-L-メチオニン + トリセチン{\displaystyle \rightleftharpoons }S-アデノシル-L-ホモシステイン + 3'-O-メチルトリセチン
(1b) S-アデノシル-L-メチオニン + 3'-O-メチルトリセチン{\displaystyle \rightleftharpoons }S-アデノシル-L-ホモシステイン + 3',5'-O-ジメチルトリセチン
(1c) S-アデノシル-L-メチオニン + 3',5'-O-ジメチルトリセチン{\displaystyle \rightleftharpoons }S-アデノシル-L-ホモシステイン + 3',4',5'-O-トリメチルトリセチン
パンコムギの持つこの酵素は、トリセチンを連続的にO-メチル化する。